# Theresa Eslund
Theresa Eslund (ur. 20 lipca 1986) – duńska piłkarka, grająca na pozycji obrońcy, reprezentantka Danii.

## Kariera piłkarska

### Kariera klubowa
Wychowanka klubu Rikken. Karierę piłkarską rozpoczęła w drużynie Hvidovre IF, skąd w 2003 przeniosła się do Skovlunde IF. W 2009 dołączyła do Brøndby IF. W styczniu 2017 podpisała kontrakt z norweskim zespołem Vålerenga. Po roku, w styczniu 2018 przeniosła się za ocean do klubu Reign FC z USA.  W sezonie 2018/19 została wypożyczona do australijskiego Melbourne City. Na początku 2020 wróciła do Brøndby IF. Latem 2021 zakończyła karierę piłkarską.

### Kariera reprezentacyjna
W marcu 2008 roku zadebiutowała w duńskiej kadrze narodowej w wygranym 1:0 meczu towarzyskim z Niemkami. W latach 2002–2003 również broniła barw juniorskiej reprezentacji Danii U-17, a potem młodzieżówki.

## Sukcesy i odznaczenia

### Sukcesy klubowe
Brøndby IF
- mistrz Danii (5): 2010/11, 2011/12, 2012/13, 2014/15, 2016/17
- zdobywca Pucharu Danii (7): 2009/10, 2010/11, 2011/12, 2012/13, 2013/14, 2014/15, 2016/17

### Sukcesy reprezentacyjne
Dania
- wicemistrz Europy (1): 2017

### Sukcesy indywidualne
- wybrany do jedenastki UEFA Women's Euro 2017 Best XI.
- najlepsza obrońca mistrzostw Danii: 2017